# Ecúmene

Reconstrucción del mapa de la ecúmene de Heródoto, hacia 450 a. C.

La ecúmene  (del griego οἰκουμένη, oikuménē, «[tierra] habitada») es el conjunto del mundo conocido por una cultura. Generalmente se distingue como aquella porción de la Tierra permanentemente habitada, en contraposición al anecúmene o áreas deshabitadas o temporalmente ocupadas.

## Historia del término
Durante el período helenístico, ecúmene hacía referencia a la parte de la Tierra que estaba habitada, ya fuera por toda la humanidad o solo por un subconjunto de ésta. Con frecuencia se refería a las tierras habitadas por los griegos, excluyendo aquellas que estaban ocupadas por los bárbaros. Con el dominio de Roma, ecúmene se empleó generalmente para aludir al Imperio en su totalidad. 
En el Nuevo Testamento el término puede hacer referencia tanto al mundo actual como al futuro reino de Cristo:

5 Οὐ γὰρ ἀγγέλοις ὑπέταξεν τὴν οἰκουμένην τὴν μέλλουσαν, περὶ ἧς λαλοῦμεν·
5 Porque no sujetó a los ángeles el mundo venidero, acerca del cual estamos hablando;
Hebreos 2:5.

En la literatura del Imperio Romano de Oriente se refleja el uso grecorromano, pero por influjo del cristianismo se incluye a los pueblos fuera del dominio imperial donde hay iglesias o comunidades cristianas.
Esta acepción de ecúmene fue incorporada por el uso eclesiástico; por ello, los concilios de toda la Iglesia fueron llamados ecuménicos y el Patriarca de Constantinopla tuvo el título de Patriarca ecuménico. Esta alusión a la universalidad es la raíz del moderno concepto de ecumenismo.

## Ecúmene en la ficción
- J. R. R. Tolkien describió su concepto de Tierra Media como el equivalente de lo que los griegos llamaban ecúmene: el lugar en que vivían los hombres.[3]
- En la serie de novelas de ciencia ficción Los príncipes demonio, escrita por Jack Vance, el término Oikumene se refiere a los mundos de la galaxia habitados por seres humanos.
- En La mano izquierda de la oscuridad y otras obras relacionadas de Ursula K. LeGuin, el Ekumen es una suerte de confederación de mundos habitados, unidos por comunicación instantánea, pero separados por el viaje más lento que la luz.
- En la trilogía La edad de oro de John C. Wright, la ecúmene dorada es una unidad política que abarca parte del sistema solar.
- En el universo de Halo, la ecúmene es la forma de afiliación política de los Forerunner.